# Andradiet
Het mineraal andradiet is een calcium-ijzer-silicaat met de chemische formule Ca3Fe3+2(SiO4)3. Het nesosilicaat behoort tot de granaatgroep.

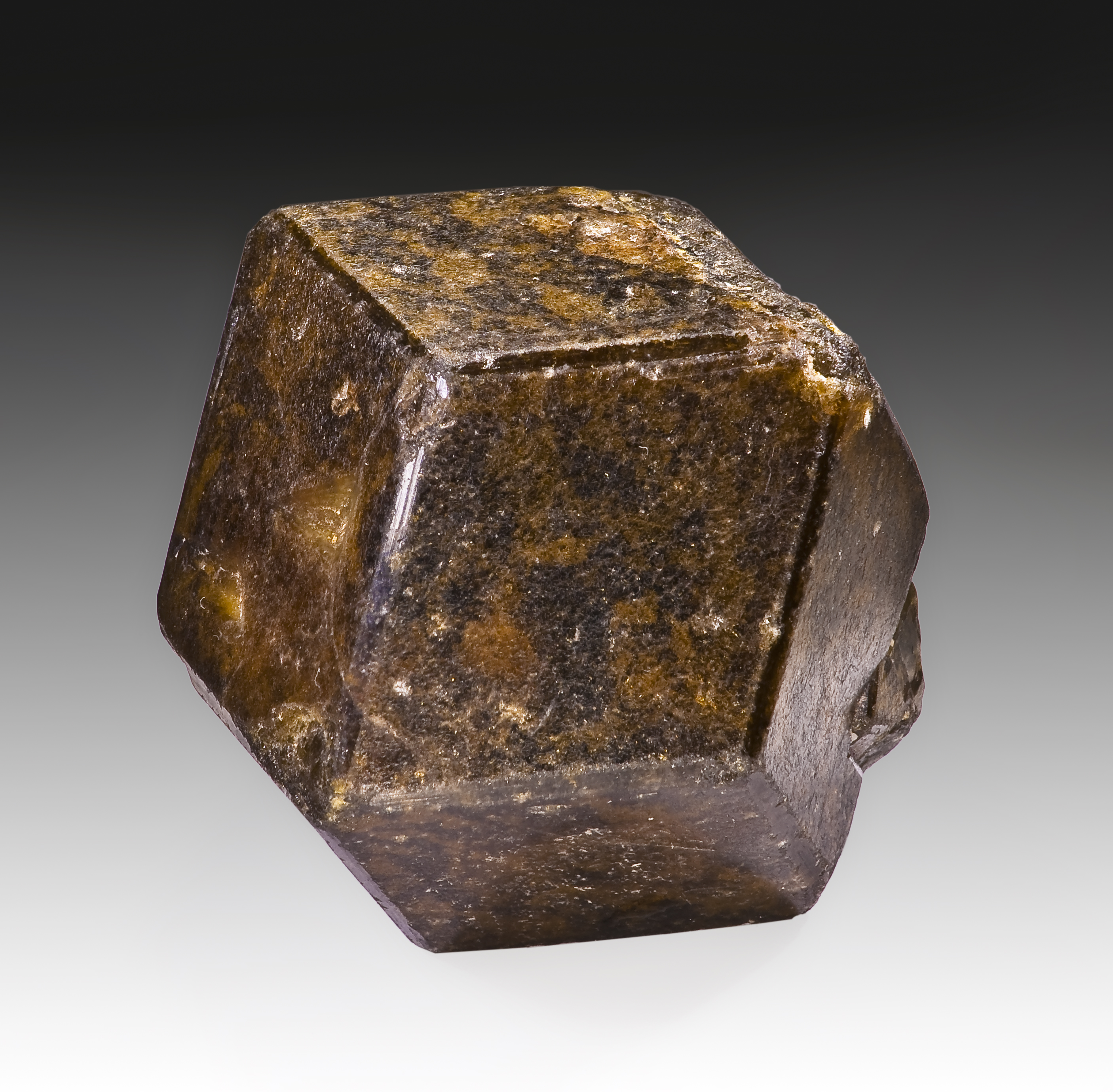
Andradiet

## Eigenschappen
Het grijze, groengele, zwarte, rode of geelbruine andradiet heeft een glasglans, een witte streepkleur en het mineraal kent geen splijting. De zwarte variant van andradiet wordt melaniet genoemd, de groene variant demantoiet en de gele variant topazoliet. De gemiddelde dichtheid is 3,9 en de hardheid is 6,5 tot 7. Het kristalstelsel is isometrisch en andradiet is niet radioactief.

## Naam
Het mineraal andradiet is genoemd naar de Braziliaanse mineraloog J. B. de Andrada e Silva (1763 - 1838).

## Voorkomen
Andradiet is een granaat en komt als zodanig voor in sterk gemetamorfoseerde gesteenten. De typelocatie is de Magnet Cove in Arizona, Verenigde Staten.